# Clare Miranda Moody

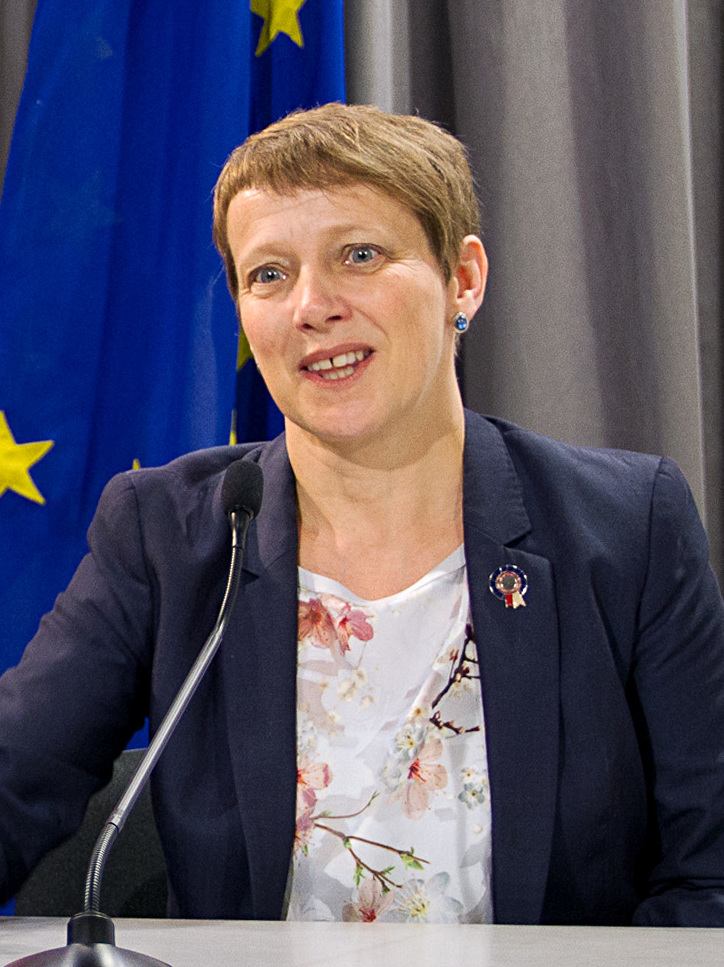
Clare Moody (2017).

Clare Miranda Moody (* 30. Oktober 1965 in Chipping Norton, Oxfordshire) ist eine britische Politikerin der Labour Party.

## Leben
Seit 2014 ist Moody Abgeordnete im Europäischen Parlament. Dort ist sie Mitglied im Haushaltsausschuss, in der Delegation in den Ausschüssen für parlamentarische Kooperation EU-Armenien, EU-Aserbaidschan und EU-Georgien und in der Delegation in der Parlamentarischen Versammlung EURO-NEST.